# Thunbergia crispa
Thunbergia crispa är en akantusväxtart som beskrevs av Isaac Henry Burkill. Thunbergia crispa ingår i släktet thunbergior, och familjen akantusväxter. Inga underarter finns listade i Catalogue of Life.

## Bildgalleri

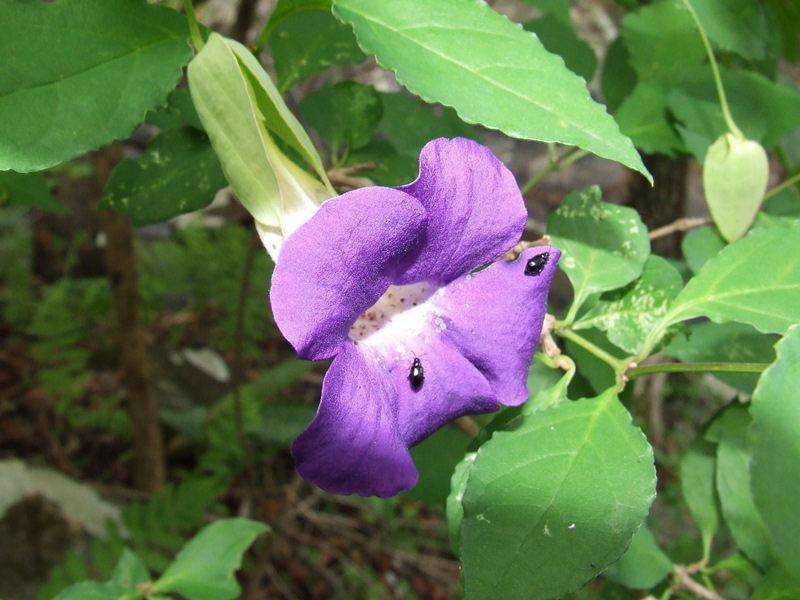